# Victor Davis Hanson
Victor Davis Hanson es un historiador militar estadounidense, nacido en 1953 en Fowler, California. Es especialista en la Antigua Grecia y profesor emérito de la Universidad Estatal de California.

## Trayectoria
Se dio a conocer con la publicación de su tesis doctoral Warfare and Agriculture, donde defiende que se ha sobreestimado el impacto de las guerras clásicas sobre la agricultura de la antigüedad y que no se puede entender la forma griega de conducir la guerra sin tener en cuenta su interrelación con la producción agrícola. 
Ha trabajado sobre la materialización de los combates, en la línea de los estudios del inglés John Keegan. El historiador militar inglés, por su parte, calificó The Western Way of War, como una obra "de gran importancia", a la misma altura que el El mundo de Odiseo de Moses I. Finley. 
Hanson defiende la idea de que existe un ethos occidental de la guerra, surgido en la Grecia de la antigüedad y aún presente en occidente. Esto, unido a su marcada simpatía por la ideología neoconservadora (que le conduce, en su obra sobre la guerra del Peloponeso, a comparar la Atenas de Pericles con los Estados Unidos actuales), ha provocado reticencias: el historiador francés Stéphane Audoin-Rouzeau ve en las tesis de Hanson "una posición ideológica instrumentalizadora de las ciencias sociales".

## Opinión sobre la evolución de los estudios clásicos
Hanson es autor junto a John Heath del libro  Who Killed Homer? ("¿Quién mató a Homero?"). En él, se analiza el declive de los estudios clásicos en Estados Unidos y se proponen soluciones. La importancia de los mismos radicaría en que para comprender la cultura occidental es necesario conocer la antigua Grecia y la antigua Roma: "La raíz de la occidentalización del mundo se encuentra en la antigua Grecia, razón más que suficiente para no abandonar el estudio de nuestro legado".
Hanson y Heath culpan del declive a los propios académicos, que estarían tan impregnados de lo políticamente correcto y del pensamiento postmoderno, que habrían perdido de vista el verdadero significado de la cultura clásica: "En los últimos veinte años, el estudio del griego se ha convertido en una profesión, en un mundo pequeño y mediocre de puyas, conferencias, jerga publicitaria y privilegios".

## Obras
- Warfare and Agriculture in Classical Greece. University of California Press, 1983. ISBN 0-520-21025-5. Rev. ed. 1998. online edition
- The Western Way of War: Infantry Battle in Classical Greece. Alfred A. Knopf, 1989.  2nd. ed. 2000. ISBN 0-394-57188-6 online edition
- Hoplites: The Classical Greek Battle Experience, editor, Routledge, 1991. ISBN 0-415-04148-1 online edition
- The Other Greeks: The Family Farm and the Agrarian Roots of Western Civilization, Free Press, 1995. ISBN 0-02-913751-9
- Fields Without Dreams: Defending the Agrarian Idea, Free Press, 1996. ISBN 0-684-82299-7 online edition
- Who Killed Homer?: The Demise of Classical Education and the Recovery of Greek Wisdom, with John Heath, Encounter Books, 1998. ISBN 1-893554-26-0 online edition
- The Soul of Battle: From Ancient Times to the Present Day, How Three Great Liberators Vanquished Tyranny, Free Press, 1999. ISBN 0-684-84502-4 online edition
- The Wars of the Ancient Greeks: And the Invention of Western Military Culture, Cassell, 1999. ISBN 0-304-35222-5 online edition
- The Land Was Everything: Letters from an American Farmer, Free Press, 2000. ISBN 0-684-84501-6 online edition
- Bonfire of the Humanities: Rescuing the Classics in an Impoverished Age, with John Heath and Bruce S. Thornton, ISI Books, 2001. ISBN 1-882926-54-4 online edition
- Carnage and Culture: Landmark Battles in the Rise of Western Power, Doubleday, 2001. ISBN 0-385-50052-1 online edition
Published in the UK as Why the West Has Won: Carnage and Culture from Salamis to Vietnam, Faber, 2001. ISBN 0-571-20417-1
- An Autumn of War: What America Learned from September 11 and the War on Terrorism, Anchor Books, 2002. ISBN 1-4000-3113-3 A collection of essays, mostly from National Review, covering events occurring between September 11, 2001 and January 2002 online edition
- Mexifornia: A State of Becoming, Encounter Books, 2003. ISBN 1-893554-73-2 online edition
- Ripples of Battle: How Wars Fought Long Ago Still Determine How We Fight, How We Live, and How We Think, Doubleday, 2003. ISBN 0-385-50400-4 online edition
- Between War and Peace: Lessons from Afghanistan and Iraq, Random House, 2004. ISBN 0-8129-7273-2. A collection of essays, mostly from National Review, covering events occurring between January 2002 and July 2003 online edition
- A War Like No Other: How the Athenians and Spartans Fought the Peloponnesian War, Random House, 2005. ISBN 1-4000-6095-8[5] online edition
- The Father of Us All: War and History, Ancient and Modern, Bloomsbury Press, 2010. ISBN 978-1-60819-165-9 online edition
- The End of Sparta: A Novel, Bloomsbury Press, 2011. ISBN 978-1-60819-164-2 online edition
- The Savior Generals: How Five Great Commanders Saved Wars That Were Lost – From Ancient Greece to Iraq, Bloomsbury Press, 2013. ISBN 978-1-6081-9163-5 online edition